# Bataille de Méribel
Première Coalition
Batailles
La bataille de Méribel (parfois écrit Mirabel) est livrée le 28 septembre 1793, dans le petit village de Méribel, au-dessus de Sallanches, dans l'actuel département de la Haute-Savoie, pendant les guerres de la Révolution française. Les forces du royaume de Sardaigne sont battues par l’armée française.

## Situation
Méribel est un village, situé sur l'actuelle commune de Sallanches, dans le département de la Haute-Savoie. À cette période, le territoire relève du duché de Savoie, au sein du royaume de Sardaigne. 

## Contexte
Le mois précédent, une armée sarde de 1 000 hommes engage une contre-offensive dans le Faucigny contre les troupes révolutionnaires françaises. Les armées de la coalition passent l'ensemble des cols alpins pour contrer les troupes françaises. Les premiers combats s'engagent. Le 21 août, une première grande bataille s'opère au pont de Saint-Martin, près de Sallanches, permettant à l'armée du roi de Piémont-Sardaigne de libérer les villes de Cluses (24 août) et de Bonneville. Les populations savoyardes accueillent plutôt bien le retour des Sardes.
Cette offensive devant restaurer la monarchie de la maison de Savoie est pourtant de courte durée. Le mois suivant les Français reprennent les territoires perdus.
À Cluses le 16 septembre, les troupes françaises, commandées par le général Charles Verdelin, attaquent la ville de Sallanches, où l'armée sarde s'est réfugiée, le lendemain, le 17, avec 2 000 hommes et 6 canons. Cependant, les Français éprouvent des difficultés face à la défense organisée, dont les troupes des chasseurs, qui ont pris position sur la redoute située sur Méribel. Les Français échouent.
Une lettre nous apprend que « Le 17 septembre, les Français attaquèrent Sallanches mais sans fruit parce que nous avions une bonne redoute défendue par les chasseurs de la hauteur de Méribel. Nous avions aussi quelques canons. On prétend que l'ennemi y perdit près de 500 des siens. ».
Le 21 septembre, Verdelin demande aux populations de ne pas se révolter à nouveau. Philibert Simond, qui a été envoyé pour accompagner l'armée des Alpes, doit appliquer les ordres provenant du Comité de salut public lui demandant d'appliquer des représailles auprès des populations soulevées. Cependant, originaire du duché de Savoie, il hésite, tout en appliquant une épuration à Samoëns.

## La bataille
Les troupes françaises reprennent l'assaut sur Sallanches le 27 septembre. Le 28, elles assaillent la redoute de Méribel. Celle-ci se trouve à environ 1 km en aval de Saint-Martin-sur-Arve. Elle est prise le 29.
Le soir, les troupes du général Verdelin et de l'envoyé Philibert Simond victorieuses entrent à nouveau dans Sallanches. Des paysans sont fusillés. 540 prisonniers sont faits. Les Sardes se replient par le col du Bonhomme. On retrouve dans la vallée des Contamines-Montjoie, à Notre-Dame-de-la-Gorge, quatre canons abandonnés.

## Commémorations
En 2004, le 18 septembre, la Ligue savoisienne appose une plaque commémorant la défense de la vallée par les Savoyards face aux troupes révolutionnaires